# 青岛地铁蓝谷快线
蓝色硅谷城际快线，简称蓝谷快线，原称青岛地铁11号线，是中华人民共和国山东省青岛市轨道交通中的一条地铁线路，该线是金家岭经济区途经崂山西麓连接蓝色硅谷核心区通达市域极东的市域轨道快线。

## 线路
规划线路城区段的走向暂未明确。市郊段由崂山区南部向东北进入即墨区后，沿滨海公路向北经青岛国际博览中心西侧至大田路后，沿大田路向东至田横，全长约70 km。建成通车段线路总长58.35 km，其中地下线全长5.29km、地面线全长1.42 km、高架线全长45.82km、山岭隧道全长5.82 km（西庵子隧道0.730 km、崂山隧道4.58 km、东山沟隧道0.506 km）。

## 车站
全线共计设有46个车站，其中高架站22座。一期工程开通苗岭路站～鳌山湾站区间22站（运营有效长为57.686 km），其中鳌山湾站暂不载客。
| 编号 | 车站     | 等级 | 站型               | 站台形式           | 站间距 （m） | 中心里程 （m） | 换乘线路 |
| ---- | -------- | ---- | ------------------ | ------------------ | ------------ | -------------- | -------- |
| 1121 | 苗岭路   | 1级  | 地下明挖三层       | 封闭式高站台门侧式 |              | K12+274        | 2号线    |
| 1122 | 会展中心 | 1级  | 地下明挖三层       | 封闭式高站台门岛式 | 0819         | K13+093        | 15号线   |
| 1123 | 青岛二中 | 3级  | 地下明挖二层       | 封闭式高站台门岛式 | 1152         | K14+245        |          |
| 1124 | 青岛科大 | 2级  | 地下暗挖二层       | 封闭式高站台门岛式 | 1648         | K15+893        |          |
| 1125 | 张村     | 1级  | 高架路侧框架式二层 | 低站台门侧式       | 1842         | K17+735        | 4号线    |
| 1126 | 枯桃     | 2级  | 高架路侧桥式三层   | 低站台门侧式       | 0786         | K18+521        |          |
| 1127 | 海洋大学 | 3级  | 高架路侧框架式三层 | 低站台门侧式       | 2062         | K20+583        |          |
| 1128 | 世博园   | 1级  | 高架路侧框架式二层 | 低站台门侧式       | 2746         | K23+329        | 2号线    |
| 1129 | 北宅     | 3级  | 高架路侧桥式三层   | 低站台门侧式       | 3797         | K27+126        |          |
| 1130 | 北九水   | 3级  | 高架路侧桥式四层   | 低站台门侧式       | 3558         | K30+684        |          |
| 1131 | 庙石     | 2级  | 高架路侧框架式三层 | 低站台门侧式       | 6790         | K37+474        |          |
| 1132 | 浦里     | 1级  | 高架路中桥式二层   | 低站台门侧式       | 3173         | K40+647        | 9号线    |
| 1133 | 鳌山卫   | 2级  | 高架路侧框架式三层 | 低站台门侧式       | 5599         | K46+246        |          |
| 1134 | 山东大学 | 2级  | 高架路侧框架式二层 | 低站台门侧式       | 2865         | K49+111        |          |
| 1135 | 蓝色硅谷 | 2级  | 高架路侧框架式二层 | 低站台门侧式       | 1800         | K50+911        |          |
| 1136 | 水泊     | 1级  | 高架路侧框架式二层 | 低站台门侧式       | 2214         | K53+125        | 16号线   |
| 1137 | 博览中心 | 1级  | 高架路侧框架式二层 | 低站台门岛式       | 3114         | K56+239        |          |
| 1138 | 温泉东   | 2级  | 高架路侧框架式二层 | 低站台门侧式       | 2707         | K58+946        |          |
| 1139 | 皋虞     | 2级  | 高架路侧框架式二层 | 低站台门侧式       | 2906         | K61+852        |          |
| 1140 | 臧村     | 2级  | 高架路侧框架式二层 | 低站台门侧式       | 1998         | K63+850        |          |
| 1141 | 钱谷山   | 3级  | 高架路侧框架式二层 | 低站台门侧式       | 2795         | K66+645        |          |
| 1142 | 鳌山湾   | 3级  | 高架路中框架式三层 | 低站台门侧式       | 3315         | K69+960        |          |
| 1143 | 王村     |      | 高架               | 低站台门           |              |                |          |
| 1144 | 沙戈庄   |      | 高架               | 低站台门           |              |                |          |
| 1145 | 田横西   |      | 高架               | 低站台门           |              |                |          |
| 1146 | 田横     |      | 高架               | 低站台门           |              |                |          |

## 运营
蓝谷快线为双线单向右侧行车，一期工程苗岭路站至鳌山湾站方向为下行，反之为上行。运营时间为每日下行6:30至22:00、上行6:30至21:30。大交路为苗岭路站至鳌山湾站，小交路为苗岭路站至博览中心站，大小交路交替开行。运行周期大小交路分别为133分12秒和103分36秒，单程运行时间大小交路分别为下行61分29秒、上行61分57秒和下行46分20秒、上行46分26秒，旅行速度约为下行56.3 km/h、上行55.9 km/h，平均站间运行时间约2.4分钟。
| 运作   | 上线时间 | 上线时间 | 上线时间       | 全日开行列次 | 全日开行列次 | 大交路 | 大交路   | 小交路 | 小交路  |
| 运作   | 首列     | 末列     | 共计           | 全部         | 载客         | 列数   | 间隔     | 列数   | 间隔    |
| ------ | -------- | -------- | -------------- | ------------ | ------------ | ------ | -------- | ------ | ------- |
| 工作日 | 05:05:00 | 23:22:19 | 18小时17分19秒 | 292          | 252          | 8      | 14分50秒 | 16     | 7分25秒 |

## 车辆
蓝谷快线列车（制造商型号SFM41，地铁内部型号R0100）为市域B1型车，2动2混4辆编组（+TMc1-M1+M2-TMc2+），设计构造速度135 km/h，正线最高运行速度120 km/h；坐席172个（座椅采用横向和纵向交替布局），定员载客量为828人，超员载客量为1226人。全线共配置车辆40列，首列车（11021）于2016年12月20日在中车青岛四方机车车辆股份有限公司竣工下线，2017年1月23日运抵皋虞车辆段。
列车总长80.596 m，为免涂装激光焊接不锈钢鼓形车体，使用寿命约30年，每节车厢有3对双开外塞拉式车门（净开宽度1.4 m、高度1.85 m）、4对无楣窗封闭式车窗（宽1.7 m，配有遮阳帘）。车辆客室内部装饰为白色车身、灰色地板布。吊环为线路标志色金属蓝色，座椅颜色为金属蓝和海蓝色跳色设计，扶手杆为钢灰色。客室配备的变频空调内部配有空气净化装置；顶部的照明灯采用无级调光LED环形灯，可以根据车厢外部光照环境的变化自动调节室内光线。客室内有广播系统和乘客信息显示系统，每节车厢内安装液晶显示器，通过无线网络可以实时播放各频道视频节目。车门上方的液晶动态电子线路图可以实时显示车辆到站等信息。
列车为DC 1500 V第三轨供电，采用VVVF交流电传动，另在平直股道上空载工况下可由动力电池低速牵引300~350 m。全部列车采用中车四方所提供的牵引系统，其中1123号车为城轨永磁同步牵引系统试验车。针对露天段冬季降水结冰的问题，每节车都装备一套撒砂装置，以增加轨面粘着系数，防止打滑。

## 沿革
2011年7月，国家发展改革委对《环渤海地区山东半岛城市群城际轨道交通网规划》进行了批复，其后考虑到城市联系增加的需要，通过《山东省城际轨道交通网规划补充报告》增加了包括青岛至海阳城际轨道交通在内的三条线路的规划。2013年6月28日，大田路车辆基地动工，标志着11号线正式开工建设；10月28日，崂山隧道举行开工仪式。2015年8月16日，开始铺轨；12月7日15时，温泉东站封顶，为全线首个封顶的车站；12月26日，崂山隧道贯通。2016年11月12日10时15分，11号线一期地下段4站5区间全部贯通。2017年8月16日，全线U梁架设贯通；9月30日上午，11号线一期全线轨通；9月29日，中车青岛四方机车车辆股份有限公司完成了11号线一期项目共计24列车的到段任务；10月底，11号线一期完成全线的电通和通信通。2017年12月31日至2018年3月30日空载试运行。4月3日，经评审，11号线一期工程已具备试运营基本条件。4月13日至16日开展市民试乘体验活动，23日开通试运营。

## 备注
1. ↑  1级、2级为设备集中站，3级为非设备集中站
2. ↑  换乘站不包括换乘其他线路的站台部分
3. ↑  鳌山湾站暂不投入载客运营。